# Hřib dutonohý
Hřib dutonohý, hřibovec dutonohý, někdy též klouzek dutonohý (Suillus cavipes(A. H. Sm. at Thiers), též Boletus cavipes (Klotzsch in Fr. ) Kalchbr, lidově dutonožka) je jedlá houba z čeledi hřibovitých.

## Synonymum
- Boletinus cavipes Klotzsch in Fr.

## Popis
Hřib dutonohý je charakteristický pro dutý třeň, který se směrem ke spodní části ztlušťuje. Třeň, zpravidla opatřený tenkým prstenem, nedosahuje zpravidla větší délky než 30 až 60 mm.
Klobouk je většinou rezavě oranžový až žlutý, ale vyskytují se i variace červenohnědé. Na vrcholku plstnatého klobouku je charakteristický hrbol.
Typickým znakem jsou velké, až 6 mm široké, podlouhle protažené a na třeň poněkud sbíhající žluté rourky na spodní straně klobouku, které pokrývá hymenium. U mladých plodnic jsou rourky překryty světlým závojem (velem) spojujícím třeň a okraj klobouku.

## Výskyt

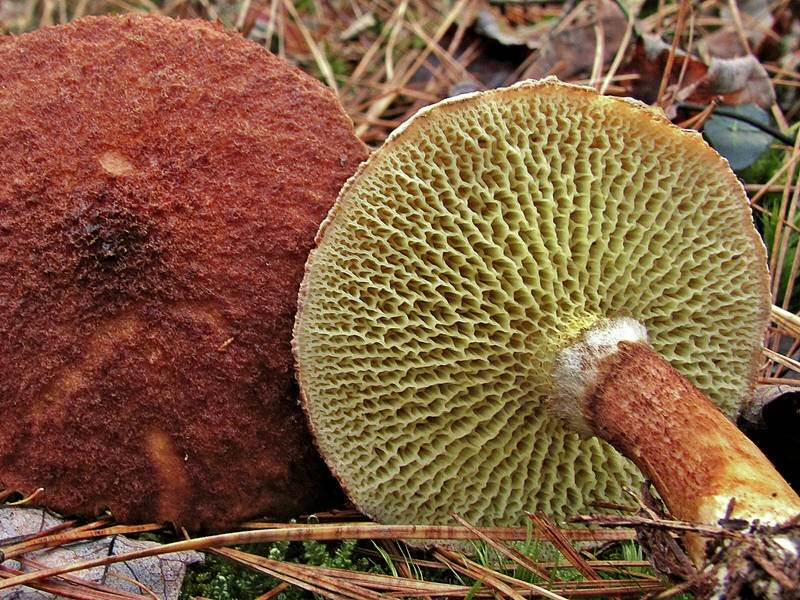
Hymenofor hřibu dutonohého. Patrné jsou velké protáhlé póry žlutých rourek, slabý prsten na třeni a rezavě plstnatý klobouk.

Hřib dutonohý se vyskytuje místy hojně v lesích pod modříny, s nimiž vstupuje do mykorrhizy. Roste převážně na hlinitých půdách v rozmezí mezi červencem až do listopadem s hlavním výskytem v září a říjnu.

## Kuchyňské využití
Hřib dutonohý je jedlý a celkem chutný. V gastronomii je dobře použitelný pro všechny úpravy. Lze jej konzervovat. Vynikající je v octovém nálevu. Sušení je obtížnější. Doporučuje se nepřipravovat jej samotný, ale ve směsích, protože má lehce svíravou chuť. Mezi houbaři je v současnosti většinou opomíjen, přestože nehrozí záměna s jedovatými houbami a připravená ve směsi s jinými druhy je velmi chutná. V České republice patří mezi tržní houby.

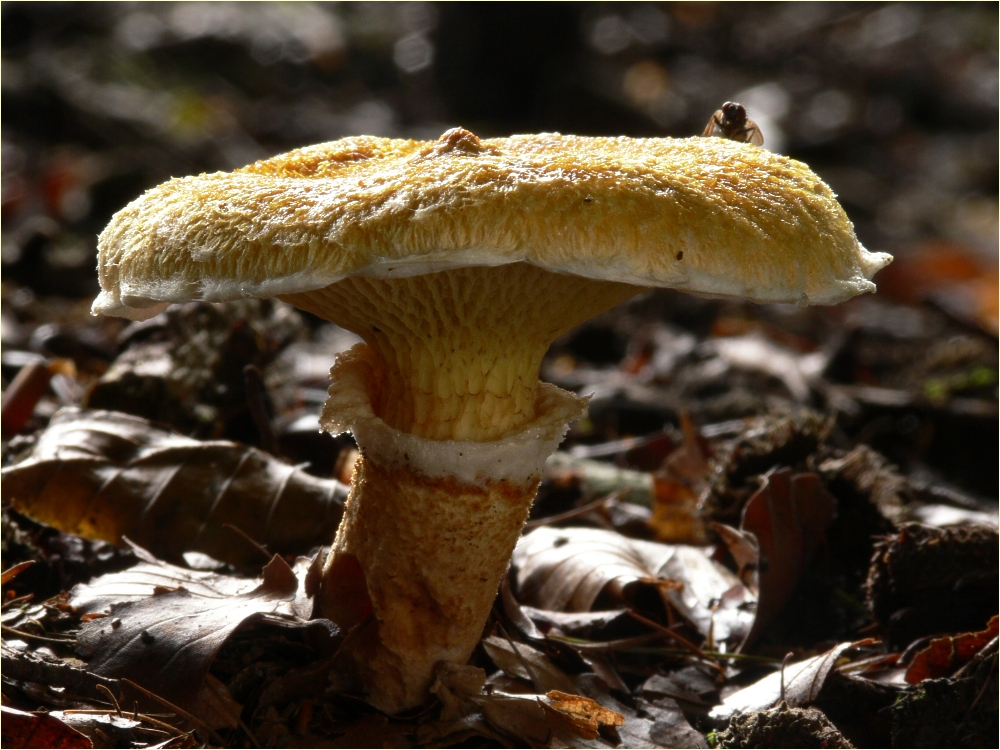
Žlutě zbarvená forma plodnice hřibu dutonohého.

## Možnost záměny
Hřibu dutonohému se poněkud podobá také jedlý, avšak vzácný klouzek tridentský. Roste na vápenitých půdách, ale má jen mírně vyniklý hrbolek na klobouku, sbíhavě oranžové trubičky a bílý závoj, jenž přechází v bílý prsten. Třeň má plný. Ve Finsku byl nalezen podobný druh hřib asijský Boletinus asiaticus, jenž se obvykle vyskytuje v asijské části Ruska. Od hřibu dutonohého se odlišuje především vínově červeným zabarvením klobouku i třeně.